# Nik Pletikos

Nik Pletikos, slovenski jadralec, * 20. maj 1990, Koper.
Jadranje je začel trenirati pri devetih letih, pod vodstvom očeta Klavdija Pletikosa. Do leta 2005 je bil član Jadralnega kluba Pirat iz Portoroža, od leta 2006 do leta 2014 je bil član Jadralnega kluba Burja iz Izole za katerega nastopa tudi trikratni nosilec olimpijske medalje Vasilij Žbogar. Od leta 2014 nastopa kot član Jahtnega kluba Portorož. 
Kariero je začel v razredu Optimist, leta 2005 je prešel v razred Laser 4.7, leto kasneje v razred Laser Radial, od leta 2010 pa aktivno tekmuje v olimpijskem razredu Laser Standard. Od leta 2001 je član slovenske državne reprezentance.
Kot olimpijski kandidat za nastop na olimpijskih igrah v Londonu 2012, je kvalifikacije zaključil na drugem mestu. Bil je tudi olimpijski kandidat v razredu Laser Standard za nastop na olimpijskih igrah v Riu 2016. 
Leta 2016 je zaključil študij Finančne matematike na Fakulteti za matematiko in fiziko v Ljubljani, z nazivom magister finančne matematike. Trenutno je študent doktorskega študija na Ekonomski fakulteti v Ljubljani.

## Dosežki

### Državna prvenstva
| Leto | Razred                                        | Rang tekmovanja   | Rezultat |
| ---- | --------------------------------------------- | ----------------- | -------- |
| 2001 | Optimist                                      | Državno prvenstvo | 3.       |
| 2002 | Optimist                                      | Državno prvenstvo | 1.       |
| 2003 | Optimist                                      | Državno prvenstvo | 3.       |
| 2004 | Optimist                                      | Državno prvenstvo | 1.       |
| 2005 | Laser 4.7                                     | Državno prvenstvo | 1.       |
| 2005 | Laser Radial (člani)                          | Državno prvenstvo | 2.       |
| 2005 | Laser Radial (mladinci)                       | Državno prvenstvo | 2.       |
| 2006 | Laser Radial (člani)                          | Državno prvenstvo | 2.       |
| 2006 | Laser Radial (mladinci)                       | Državno prvenstvo | 2.       |
| 2007 | Laser Radial (člani)                          | Državno prvenstvo | 1.       |
| 2007 | Laser Radial (mladinci)                       | Državno prvenstvo | 1.       |
| 2008 | Laser Standard (olimpijski razred - člani)    | Državno prvenstvo | 3.       |
| 2008 | Laser Standard (olimpijski razred - mladinci) | Državno prvenstvo | 2.       |
| 2010 | Laser Standard (olimpijski razred - člani)    | Državno prvenstvo | 2.       |
| 2010 | Laser Standard (olimpijski razred - mladinci) | Državno prvenstvo | 1.       |
| 2013 | Laser Standard (olimpijski razred - člani)    | Državno prvenstvo | 1.       |

### Evropska in svetovna prvenstva
| Leto | Razred                                        | Rang tekmovanja    | Rezultat |
| ---- | --------------------------------------------- | ------------------ | -------- |
| 2002 | Optimist                                      | Svetovno prvenstvo | 14.      |
| 2002 | Optimist (U12)                                | Svetovno prvenstvo | 2.       |
| 2003 | Optimist                                      | Svetovno prvenstvo | 13.      |
| 2005 | Laser 4.7                                     | Svetovno prvenstvo | 9.       |
| 2005 | Laser 4.7                                     | Evropsko prvenstvo | 10.      |
| 2006 | Laser Radial (mladinci)                       | Evropsko prvenstvo | 9.       |
| 2006 | Laser Radial (U17)                            | Evropsko prvenstvo | 2.       |
| 2006 | Laser 4.7                                     | Evropsko prvenstvo | 9.       |
| 2006 | Laser 4.7                                     | Svetovno prvenstvo | 11.      |
| 2008 | Laser Radial (mladinci)                       | Svetovno prvenstvo | 9.       |
| 2008 | Laser Radial (mladinci)                       | Evropsko prvenstvo | 1.       |
| 2008 | Laser Standard (olimpijski razred - mladinci) | Svetovno prvenstvo | 17.      |
| 2009 | Laser Radial (člani)                          | Evropsko prvenstvo | 5.       |
| 2009 | Laser Standard (olimpijski razred - mladinci) | Evropsko prvenstvo | 13.      |
| 2009 | Laser Standard (olimpijski razred - člani)    | Sredozemske igre   | 10.      |
| 2010 | Laser Standard (olimpijski razred - mladinci) | Evropsko prvenstvo | 3.       |
| 2013 | Laser Standard (olimpijski razred - člani)    | Sredozemske igre   | 15.      |
| 2016 | Laser Radial (člani)                          | Svetovno prvenstvo | 2.       |
| 2017 | Laser Radial (člani)                          | Svetovno prvenstvo | 8.       |
| 2018 | Laser Radial (člani)                          | Evropsko prvenstvo | 1.       |
| 2020 | Laser Radial (člani)                          | Svetovno prvenstvo | 3.       |
| 2021 | Laser Radial (člani)                          | Svetovno prvenstvo | 1.       |

### Evropski pokal
| Leto | Razred                                     | Rang tekmovanja                  | Rezultat |
| ---- | ------------------------------------------ | -------------------------------- | -------- |
| 2005 | Laser 4.7                                  | Evropski pokal (Avstrija)        | 1.       |
| 2005 | Laser 4.7                                  | Evropski pokal (Hrvaška)         | 2.       |
| 2005 | Laser 4.7                                  | Evropski pokal (Skupni seštevek) | 3.       |
| 2006 | Laser Radial                               | Evropski pokal (Švica)           | 5.       |
| 2006 | Laser Radial                               | Evropski pokal (Hrvaška)         | 5.       |
| 2006 | Laser Radial (U19)                         | Evropski pokal (Hrvaška)         | 3.       |
| 2006 | Laser Radial (U17)                         | Evropski pokal (Hrvaška)         | 1.       |
| 2006 | Laser Radial                               | Evropski pokal (Avstrija)        | 2.       |
| 2006 | Laser Radial (U19)                         | Evropski pokal (Avstrija)        | 2.       |
| 2006 | Laser Radial (U17)                         | Evropski pokal (Avstrija)        | 1.       |
| 2006 | Laser Radial                               | Evropski pokal (Skupni seštevek) | 3.       |
| 2006 | Laser Radial (U19)                         | Evropski pokal (Skupni seštevek) | 2.       |
| 2006 | Laser Radial (U17)                         | Evropski pokal (Skupni seštevek) | 1.       |
| 2007 | Laser Radial (U19)                         | Evropski pokal (Italija)         | 1.       |
| 2007 | Laser Radial                               | Evropski pokal (Avstrija)        | 7.       |
| 2007 | Laser Radial (U19)                         | Evropski pokal (Avstrija)        | 3.       |
| 2007 | Laser Radial                               | Evropski pokal (Švica)           | 8.       |
| 2007 | Laser Radial (U19)                         | Evropski pokal (Švica)           | 5.       |
| 2007 | Laser Radial                               | Evropski pokal (Skupni seštevek) | 5.       |
| 2007 | Laser Radial (U19)                         | Evropski pokal (Skupni seštevek) | 2.       |
| 2009 | Laser Standard (olimpijski razred - člani) | Evropski pokal (Švica)           | 6.       |
| 2014 | Laser Standard (olimpijski razred - člani) | Evropski pokal (Slovenija)       | 4.       |
| 2014 | Laser Standard (olimpijski razred - člani) | Evropski pokal (Italija)         | 1.       |
| 2015 | Laser Standard (olimpijski razred - člani) | Evropski pokal (Slovenija)       | 1.       |
| 2017 | Laser Standard (olimpijski razred - člani) | Evropski pokal (Slovenija)       | 3.       |